# قاضی

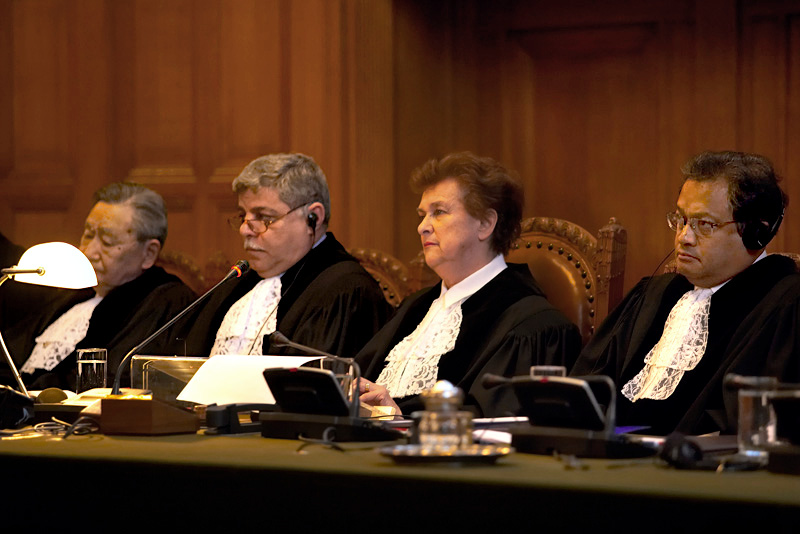
قاضیان دیوان بین‌المللی دادگستری

قاضی یا دادرس شخصی است که به تنهایی یا به عنوان عضوی از هیئت قضات، مدیریت یا ریاست دادگاه را بر عهده دارد و به قضاوت می‌پردازد و مسئولیت صدور حکم با اوست. قضاوت، یکی از حساس‌ترین و مهم‌ترین مشاغل و مقامات، در نظام حقوقی ایران، همچون سایر نظام‌های حقوقی، است.
در نظام حقوقی ایران، به صورت اصطلاحی غیررسمی، قضات به دو دسته کلی شامل قاضی نشسته (قاضی دادگاه) و قاضی ایستاده (قاضی دادسرا) تقسیم می‌شوند و از نظر قانونی، قضات دادسرا در تحقیقات قضایی مکلف به تبعیت از قضات دادگاه هستند.
دادستان، رئیس اداری دادسرا و رئیس دادگستری نیز رئیس اداری دادگاه‌های یک شهرستان هستند.
قاضی دادگاه در صدور حکم و اتخاذ تصمیم، کاملاً مستقل است اما قاضی دادسرا معمولاً در تصمیمات خود استقلال کامل ندارد.
بازپرس یکی از قضات دادسرا است که در تصمیمات خود از استقلال نسبی برخوردار است و می‌تواند با دادستان، اختلاف نظر داشته باشد که در این صورت، حل اختلاف با قاضی دادگاه خواهد بود.